# Velîkîi Kunîneț, Zbaraj
Velîkîi Kunîneț (în ucraineană Великий Кунинець) este localitatea de reședință a comunei Velîkîi Kunîneț din raionul Zbaraj, regiunea Ternopil, Ucraina.

## Demografie
Componența lingvistică a localității Velîkîi Kunîneț
     Ucraineană (97,49%)
     Rusă (2,22%)
     Alte limbi (0,3%)
Conform recensământului din 2001, majoritatea populației localității Velîkîi Kunîneț era vorbitoare de ucraineană (97,49%), existând în minoritate și vorbitori de rusă (2,22%).